# Erik Åkerberg
Erik Åkerberg (Stockholm 19 januari 1860 – aldaar 20 januari 1938) was een Zweeds componist.
Karl Erik Emanuel Åkerberg werd geboren binnen het gezin van metaalhandelaar Johan Erik Åkerberg en Sofia Charlotta Karolina Wallenstrale. Hijzelf huwde Olga Elisabeth Lindhagen, dochter van Daniel Georg Lindhagen en zuster van Arvid Lindhagen, beiden astronoom.
Een loopbaan in de muziek was in eerste instantie niet voor hem weggelegd; hij studeerde voor jurist. Hij kreeg zijn muzikale opleiding aan de Kungliga Musikhögskolan in Stockholm en verder bij César Franck in Parijs. Hij was van 1890 tot 1928 vaste organist bij de Joodse gemeenschap in de synagoge van Stockholm. Hij gaf les aan Richard Anderssons muziekschool (1897-1909). Hij dirigeerde Filharmoniska sällskapet i Stockholm (1900-1903) en was koordirigent bij Par Bricole vanaf 1907.
Hij werd op 13 december 1900 onderscheiden als lidnummer 503 van de Kungliga Musikaliska Akademien. Hij had al in 1894 de Litteris et Artibus in ontvangst mogen nemen.
Zijn muziek, die overigens geheel vergeten is, zou invloeden hebben van muziek van Felix Mendelssohn Bartholdy en Johannes Brahms.
Werklijst:
- opus 6: Se stjernan der i fjerran blå! (lied voor zangstem en piano)
- opus 7: Jag skall det aldrig säga (lied)
- opus 8: Drie miniateuren (Barcarole, Humoreske en Melodie voor piano)
- opus 9: På fjeldet, lied op takst van Holger Drachmann voor zangstem en piano
- opus 12: Caprice hongrois (voor twee piano’s)
- opus 14: Vid horisontens vestra rand (lied op tekst van Melin voor zangstem en piano)
- opus 15: Menuetto in A majeur voor piano
- opus 16: Puisqui je ne dois pas t’aimer (1887, lied op tekst van Helene Vacaresco)
- opus 17: To Digte (liederen op tekst van J.P. Jacobsen voor zangstem en piano
- opus 18: Pianokwintet nr. 1 in a mineur (1899)
- opus 19: Sommersol; een lied op tekst van Helena Nyblom, uitgegeven door Brodrene Hals muziekuitgeverij.
- opus 20: Farväl (lied)
- opus 24: Til aftontjernan (1889, lied op tekst van Oscar Frederik voor solo, gemengd koor en orkest)
- opus 27: Flygende hollädaren (1891, koor, pianobegeleiding)
- opus 28: Je sais qu’il ets une ame (recitatief voor sopraan en eventueel piano)
- opus 29: Du somm mitt lif, min sällhet är (lied voor zangstem en piano)
- opus 30: När rosorna blomma (lied voor zangstem en piano)
- opus 31: I arta morgontimma (lied op tekst van Abr. Lundquist voor zangstem en piano)
- opus 32: Det var en gång en konung (voor mannenkoor op tekst van Hugo Tigerschiöld)
- opus 34: I vaaren, Maaneskin (1886) twee liederen voor dameskoor met pianobegeleiding)
- opus 35: Kommen hit i alle som arbeten (duet voor sopraan en alt met piano of orgel
- opus 36: twee liederen voor zangstem en piano
- opus 37: Från skog och fjärd
- opus 38: Skónt det är, nár lifvets kvällsol skymmer (duet voor tenor en bas op tekst van F. Schéele
- opus 39: Sommarminnen, (1905, miniatuur voor viool en piano )
- opus 40: Turandot (1907, opera, niet tijdens zijn leven uitgevoerd
- opus 43: Pianokwintet nr. 2 in a mineur (1906-1907)
- opus 45: Frödens Herranom, Davids Psalm (voor sopraan, orgel en harp

En talloze werken zonder opusnummer, waarvan te noemen:
- Foran sydens kloster (1883, voor koor)
- Prinsessan och svennen (1887, voor koor)
- Törnrosas saga (koor)
- Tyge Brahe (cantate)
- Pinntorpafrun (1915, opera, niet tijdens zijn leven uitgevoerd
- Strijkkwartet 1-4
- Strijkkwartet
- pianokwintet

- Bibsys: 13012318
- MusicBrainz: 4745210e-5c80-47ee-9a30-b9cb22cb0218
- Virtual International Authority File: 2244148997589659870002